# Okręg Gäu
Gäu (niem. Bezirk Gäu) – okręg w Szwajcarii, w kantonie Solura, w jednostce administracyjnej (Amtei) Thal-Gäu. Siedziba okręgu znajduje się w miejscowości Oensingen.  
Okręg składa się z ośmiu gmin (Gemeinde) o powierzchni 62,05 km² i o liczbie mieszkańców 22 473.

## Gminy
1. Egerkingen
2. Härkingen
3. Kestenholz
4. Neuendorf
5. Niederbuchsiten
6. Oberbuchsiten
7. Oensingen
8. Wolfwil